# Барлокко, Анхель
Анхель Барлокко (исп. Ángel Barlocco, родился 14 декабря 1899 — дата смерти неизвестна) — уругвайский футболист, выступавший на позиции левого нападающего.

## Биография
Барлокко играл на позиции левого нападающего и с 1922 по 1929 годы защищал цвета «Насьоналя». За этот период его клуб трижды выиграл уругвайское первенство. Также в 1923 году Барлокко выступал за «Дефенсор».
Барлокко был также игроком уругвайской национальной сборной. Он участвовал со сборной на чемпионате Южной Америки 1924 года и выиграл этот титул с Уругваем. Он сыграл в матче против Аргентины, который закончился безголевой ничьей, 2 ноября 1924 года.

## Титулы
- Чемпион Уругвая (3): 1922, 1923 (АУФ), 1924 (АУФ)
- Чемпион Южной Америки (1): 1924